# ستيف برادلي (لاعب كرة قدم أمريكية)
ستيف برادلي (بالإنجليزية: Steve Bradley)‏ هو لاعب كرة قدم أمريكية أمريكي، ولد في 16 يوليو 1963.

## وصلات خارجية
- ستيف برادلي على موقع مرجع كرة القدم المحترفة.كوم (الإنجليزية)